# Okwuohia
 (avril 2019).
 (août 2021).
Si vous disposez d'ouvrages ou d'articles de référence ou si vous connaissez des sites web de qualité traitant du thème abordé ici, merci de compléter l'article en donnant les références utiles à sa vérifiabilité et en les liant à la section « Notes et références ».
Okwuohia est l’un des 14 villages du gouvernement local d’Obowo, dans l'État d’Imo, au Nigeria. C'est une communauté autonome dans l'État d'Imo.
Le village a une vaste étendue de terres et de ruisseaux.
Okwuohia est traditionnellement sous la direction de SAR Eze Benjamin Uwajumogu, un industriel qui était basé au Gabon mais qui, après son retour pour s’installer dans la communauté, a été élu dirigeant traditionnel de la communauté.
Les festivals traditionnels de la communauté comprennent le festival culturel Iwa-Akwa (initiation à la virilité) et le festival culturel Mbom-Uzo, qui attire les touristes.
La communauté a trois jours de marché, Nkwo Okwuohia, eke Okwuohia et orie Okwuohia, qui servent de centre économique pour la communauté. Les produits de base, en particulier les produits de la ferme, sont exposés à l'achat.

## Histoire
À l'époque coloniale, lorsque les Britanniques dirigeaient le Nigéria, ils ont établi un moulin à huile à Okwuohia afin de tirer parti des abondantes ressources en eau locales pour récolter les produits dérivés du palmier. C'était une affaire lucrative de l'énorme demande d'huile de palme. L’huile de palme était exportée vers l’Europe et d’autres pays industrialisés pour la fabrication de produits finis tels que du savon et des bougies.
Au cours de la domination britannique, ils ont introduit le système judiciaire coutumier, avec des chefs de mandat qui rendaient justice à ce moment-là. L'un des tribunaux coutumiers était situé à Okwuohia, près du lac Abadaba.
Okwuohia a connu une période relativement paisible grâce à ce système de justice. Le crime et le vol n'existaient pas en raison de la disponibilité du système judiciaire coutumier[réf. nécessaire]. Les chefs de mandat, les messagers de cour et les chefs de communauté étaient toujours prêts à traiter n'importe qui avec la punition appropriée 